# Den lilla staden på prärien
Den lilla staden på prärien (originaltitel: Little Town on the Prairie) är sjunde delen i bokserien Lilla huset på prärien, av Laura Ingalls Wilder. Den kom ut på engelska 1941 och på svenska 1961.

## Handling
I De Smet börjar invånarna återhämta sig efter den långa vintern. Laura syr under den varma sommaren skjortor i timmar för att tjäna ihop pengar så att Mary kan få råd att gå i en skola för blinda i Vinton i Iowa. Laura har blivit en ung kvinna och den stilige Almanzo Wilder dyker upp och fångar hennes intresse. 

## Filmatiseringar
Boken filmatiserades som TV-serien Lilla huset på prärien som sändes från 1974. Familjen Ingalls spelas där av Michael Landon, Karen Grassle, Melissa Gilbert, Melissa Sue Anderson och Lindsay Sidney Greenbush. Laura Ingalls stora kärlek Almanzo Wilder spelades av Dean Butler.